# Иоанникий II (патриарх Константинопольский)
Иоанникий II (греч. Ιωάννης Β; XVI век, Родос — 1660) — патриарх Константинопольский, занимавший пост на протяжении десяти лет (16 ноября 1646 — июль 1656).
Предшественником патриарха Иоанникия II был патриарх Парфений II, а его преемником был патриарх Кирилл III.

## Биография
Иоанникий II родился на Родосе, получил образование и в молодости принял монашество. В апреле 1624 года Иоанникий II был возведен в сан митрополита Ганоса патриархом Кириллом I Лукарисом. С 1636 года Иоанникий II был возведен в сан митрополита Ираклийского. В первый раз Иоакинний II был возведен на Контсантинопльский престол в 1646 году, после отречения патриарха Парфения II.
Его избрание было поддержано патриархом Иоанникием Киприотом. Периоды Патриаршества Иоанникия II пришлись на время политического кризиса в Османской империи, когда султаны Ибрахим I и Мехмед IV стремились передать ведение дел своим визирям, часто меняя их и других высших чиновников. Быстрые перемены в среде высших чинов отражались в тои числе и на патриархах Константинопльской Церкви, пребывание которых на престоле полностью зависело от воли султанов и их советников. Смена патриархов была выгодна османским властям, так как каждый вступавший на престол патриарх должен был выплатить Высокой Порте крупный денежный взнос.
В первый период Патриаршества Иоанникий II был занят текущими делами Церкви, судебными тяжбами, совершал хиротонии архиереев на место умерших или отрекшихся от кафедр. В октябре 1648 года по инициативе Василия Лупу Иоанникий был низложен и на престол возведен Парфений II.
Иоанникий II удалился на Афон. В 1651 году, после того как патриарх Парфений был казнен османскими властями по обвинению в измене, Иоанникий вернулся на престол по приглашению Синода и клира. В августе 1651 года под его председательством Синод принял меры по реорганизации епархий.
Подобные решения отражали общую тенденцию в Константинопольской Церкви к сокращению числа епархий в областях, где греческие православные общины приходили в упадок. В это же время монастырь свтятого Николая Диамантара на острове Хиос был преобразован в ставропигиальный. Через год после возведения на престол Иоанникий II был сменен патриархом Кириллом III.
Третий период Патриаршества Иоанникия II продолжался чуть более полугода. Он возвратился на престол, несмотря на старость, после низложения патриарха Паисия. В начале 1654 года Иоанникий II был арестован османскими властями и посажен в тюрьму, поскольку оказался не в состоянии уплатить крупные долги Константинопольской Патриархии Высокой Порте. После трёхнедельного заключения Иоанникий II был освобожден, но был вынужден покинуть престол, который вновь был передан патриарху Кириллу III.
До 1655 года Иоанникий II жил на острове Хиос. В марте 1655 года, после второго низложения патриарха Паисия, Иоанникий II в четвёртый раз был возведен на Патриарший престол. В последний период Патриаршества он продолжил реорганизацию епархий. В апреле 1655 года митрополит Неофит Критский передал Константинопольской патриархии 7 монастырей и 5 деревень на острове Крите. Передача была связана с напряженной ситуацией на острове, недавно завоеванном османами в ходе продолжительной Турецко-венецианской войны, с желанием Высокой Порты укрепить контроль над греческими общинами Крита. В 1656 году Иоанникий II принимал иеромонаха Арсения Суханова, посещавшего Константинополь и Афон по поручению Московского патриарха Никона для приобретения греческих рукописей и досок для икон. После того как в июле 1656 года Иоанникий II  отрекся от престола, он до конца жизни управлял епархией островов Кея и Термия.
Патриарх Иоанникий II скончался в 1660 году.